# Euphorbia lipskyi
Euphorbia lipskyi es una especie de fanerógama perteneciente a la familia de las euforbiáceas.  Es originaria de Asia Central en Tayikistán y Uzbekistán.

## Taxonomía
Euphorbia lipskyi fue descrita por (Prokh.) Prokh. in V.L.Komarov y publicado en Flora URSS 14: 347. 1949.
Etimología
Euphorbia: nombre genérico que deriva del médico griego del rey Juba II de Mauritania (52 a 50 a. C. - 23), Euphorbus, en su honor – o en alusión a su gran vientre –  ya que usaba médicamente Euphorbia resinifera. En 1753 Carlos Linneo asignó el nombre a todo el género.
lipskyi: epíteto otorgado en honor del botánico ucraniano Vladimir Ippolitovich Lipsky (1863 - 1937), director del Jardín Botánico de la Universidad de Odessa quien recolectó plantas en el Cáucaso.
Sinonimia
- Tithymalus lipskyi Prokh.[5][1]